# Nord-du-Québec
Nord-du-Québec ist eine Verwaltungsregion (französisch région administrative) im Norden der kanadischen Provinz Québec.
Sie umfasst den größten Teil der Labrador-Halbinsel und mehr als die Hälfte der Fläche der Provinz. Die Einwohnerzahl beträgt 44.561 (Stand: 2016), die Landfläche 747.191,93 km² (hinzu kommen ca. 121.000 km² Gewässer), was einer Bevölkerungsdichte von 0,06 Einwohnern je km² entspricht.
54,4 % der Einwohner sprechen Französisch und 2,8 % Englisch als Hauptsprache. Die übrige Bevölkerung spricht hauptsächlich eine der Sprachen der Ureinwohner (Cree, Inuit, Naskapi und andere). Von den etwas mehr als 40.000 Einwohnern sind rund 13.000 Cree und 9.500 Inuit; die Bevölkerung europäischer Abstammung konzentriert sich im äußersten Süden.

## Geographie
Vor 1912 war das am nördlichsten gelegene Gebiet, die Ungava-Halbinsel, als Ungava-Distrikt den Nordwest-Territorien zugeteilt; bis 1987 wurde es als Nouveau-Québec bezeichnet. Begrenzt wird Nord-du-Québec von der Hudson Bay und der James Bay im Westen, der Hudsonstraße und der Ungava-Bucht im Norden sowie Labrador im Nordosten. Im Süden und Südosten liegen die Verwaltungsregionen Abitibi-Témiscamingue, Mauricie, Saguenay–Lac-Saint-Jean und Côte-Nord.

## Verwaltung
Nord-du-Québec besitzt keine einheitliche übergeordnete Verwaltungsstruktur für die gesamte Region, sondern ist in drei Gebiete mit je einem Regionalrat (conférence régionale des élus) eingeteilt.
- Nördlich des 55. Breitengrades liegt Nunavik, das fast gänzlich aus einer Tundralandschaft besteht. Die Region wird überwiegend von Inuit bewohnt, die in 14 „nordischen Dörfern“ (villages nordiques) entlang der Küste leben. Verwaltet wird Nunavik durch die Kativik-Regionalregierung (Administration régionale Kativik), mit Ausnahme des Dorfes Whapmagoostui. Hauptort ist Kuujjuaq.
- Jamésie ist das Gebiet südlich des 55. Breitengrades, das zum größten Teil von borealem Nadelwald bedeckt ist. Die Region besteht aus der Gemeinde Baie-James, die fast das gesamte Gebiet umfasst, sowie vier Enklaven, die den Status eigenständiger Gemeinden besitzen (Chibougamau, Chapais, Lebel-sur-Quévillon und Matagami). Hauptort ist Matagami.
- Seit 2007 besteht der Regionalrat Eeyou Istchee, der jene Gebiete umfasst, die vom Großen Rat der Cree verwaltet werden. Dabei handelt es sich um acht Enklaven in Jamésie und eine Enklave (Whapmagoostui) in Nunavik mit je einem Dorf der Cree.